# ماتریس هادامارد
در ریاضیات، ماتریس هادامارد (به انگلیسی: Hadamard matrix) یک ماتریس مربعی است که همهٔ درایه‌هایش +۱یا −۱ هستند ردیف‌ها از دو طرف متعامد هستند به این معناست که هر دو ردیف متفاوت در یک ماتریس هادامارد بردار عمودی هستند این گونه ماتریس‌ها اکثراً به‌طور مستقیم برای کد تصحیح خطا با استفاده از کد هادامارد و همچنین توسط امارگران برای تخمین واریانس استفاده می‌شود

## ویژگی‌ها
ماتریس هادامارد دارای درایه‌های ۱ و -۱ می‌باشد و
فرم یک ماتریس هادامارد از مرتبهٔ n به صورت زیر بیان می‌شود:{\displaystyle H^{\mathrm {T} }H=nI_{n}\ }
که In ماتریس همانی n × n می‌باشد بنابراین {\displaystyle \det H=\pm n^{n/2}.} می‌باشد. فرض کنید که M یک ماتریس مرکب از مرتبهٔ n باشد که همهٔ درایه‌هایش کراندار|Mij| ≤۱ برای هر i, j بین ۰وn.
بنابراین دترمینان هادامارد بیان می‌کند:
{\displaystyle |\operatorname {det} (M)|\leq n^{n/2}.}
مرتبهٔ یک ماتریس هادامارد از مرتبهٔ ۱و۲یا مضربی از ۴ می‌باشد

## ساختار sylvester
مثالهایی از ماتریس هادامارد اولین بار توسط جیم جوزف سیلوستر در سال ۱۸۶۷ ساخته شد. اگر ماتریس هاداماردH از مرتبهٔ n باشد آنگاه به صورت:{\displaystyle {\begin{bmatrix}H&H\\H&-H\end{bmatrix}}} جزءبندی شده‌است یک ماتریس هادامارد از مرتبهٔ 2n است این کار می‌تواند به صورت تکرای انجام و منجر به دنباله‌ای از ماتریس‌های زیر که ماتریس‌های والش نامیده می‌شوند.
{\displaystyle H_{1}={\begin{bmatrix}1\end{bmatrix}},}
{\displaystyle H_{2}={\begin{bmatrix}1&1\\1&-1\end{bmatrix}},}
and
{\displaystyle H_{2^{k}}={\begin{bmatrix}H_{2^{k-1}}&H_{2^{k-1}}\\H_{2^{k-1}}&-H_{2^{k-1}}\end{bmatrix}}=H_{2}\otimes H_{2^{k-1}},}
برای {\displaystyle 2\leq k\in N} که {\displaystyle \otimes } ضرب کرونکر(kroncker product) می‌باشد.
سیلوستر ماتریس‌های هادامارد را از مرتبهٔ ۲k که k هر عدد صحیح نامنفی، ارائه کرد.
ماتریس‌های سیلوستر چند ویژگی خاص دارند این ماتریس‌ها متقارن و بی اثر اند مقادیر در اولین ستون واولین ردیف همگی مثبت هستند مقادیر در دیگر ستون‌ها و ردیف‌ها به صورت هموار به مثبت و منفی تقسیم می‌شوند.

## ساختار تناوبی
اگر مقادیر ماتریس هادامارد را با استفاده از گروه هم‌ریختی با {\displaystyle \{1,-1,\times \}\mapsto \{0,1,\oplus \}} متناظر کنیم می‌توانیم ساختار تناوبی ماتریس هادامارد را توصیف کنیم ابتدا ماتریس {\displaystyle F_{n}} را {\displaystyle n\times 2^{n}}در نظر می‌گیریم که ستون‌هایش اعدادn بیتی به ترتیب صعودی مرتب شدند {\displaystyle F_{n}} را می‌توان به صورت بازگشتی تعریف کنیم با استقرا:{\displaystyle F_{1}={\begin{bmatrix}0&1\end{bmatrix}}}
{\displaystyle F_{n}={\begin{bmatrix}0_{1\times 2^{n-1}}&1_{1\times 2^{n-1}}\\F_{n-1}&F_{n-1}\end{bmatrix}}.}
می‌توان با استقرا نشان داد که تصویر ماتریس هادامارد تحت هم ریختی بالا به صورت:{\displaystyle H_{2^{n}}=F_{n}^{T}F_{n}.} است.

## فرضیه هادامارد
مهم‌ترین سؤالی در مورد ماترس هادامارد، موجودیت انهاست فرضیه هادامارد پیشنهاد می‌کند که یک ماتریس هادامارد از مرتبهٔ 4k برای هر عدد مثبت k وجود دارد ساختار سیلوستر در سال ۱۸۶۷ ماتریس‌های از مرتبهٔ ۱٬۲٬۴٬۸٬۱۶٬۳۲ و غیره ارائه کرد پس ماتریس هادامارد از مرتبهٔ ۱۲و ۲۰ توسط هادامارد (در سال ۱۸۹۳) ساخته شد بعداً در سال ۱۹۳۳، ریماند پالی نشان داد که چگونه یک ماتریس هادامارد از مرتبهٔ q+1 کهq یک عدد اول به پیمانه ی ۴ برابر ۳، ساخت او همچنین ماتریس‌هایی از مرتبه 2(q+۱) برای عدد اول q که به پیمانهٔ ۴ بربر ۱، ساخت.
فرضیهٔ هادامارد به پالی نسبت داده شد. کوچکترین مرتبه‌ای که با روش پالی و سیلوستر ساخته نمی‌شود ۹۲ است روش‌های متعدد دیگری تا به حال برای ساختن ماتریس‌های هادامارد ارائه شده در حال حاضر ۶۶۸ کوچکترین مرتبه‌ای است که هیچ ماتریس هاداماردی برایش ساخته نشده‌است.